# Liste der Biografien/Smith, O
Liste der Biografien |
Portal Biografien |
O Personensuche
# |
A |
B |
C |
D |
E |
F |
G |
H |
I |
J |
K |
L |
M |
N |
O |
P |
Q |
R |
S |
T |
U |
V |
W |
X |
Y |
Z |
?
 
Sa |
Sb |
Sc |
Sd |
Se |
Sf |
Sg |
Sh |
Si |
Sj |
Sk |
Sl |
Sm |
Sn |
So |
Sp |
Sq |
Sr |
Ss |
St |
Su |
Sv |
Sw |
Sy |
Sz
 
Sma |
Smb |
Sme |
Smi |
Smj |
Smo |
Smr |
Smu |
Smy
 
Smia |
Smic |
Smid |
Smie |
Smig |
Smij |
Smik |
Smil |
Smir |
Smis |
Smit
 
Smita |
Smite |
Smith |
Smitk |
Smitr |
Smits |
Smitt
 
Smith, A |
Smith, B |
Smith, C |
Smith, D |
Smith, E |
Smith, F |
Smith, G |
Smith, H |
Smith, I |
Smith, J |
Smith, K |
Smith, L |
Smith, M |
Smith, N |
Smith, O |
Smith, P |
Smith, Q |
Smith, R |
Smith, S |
Smith, T |
Smith, U |
Smith, V |
Smith, W |
Smith, Y |
Smith, Z |
Smith? |
Smitha |
Smithe |
Smithi |
Smiths |
Smithw |
Smithy
Die Liste der Biografien führt alle Personen auf, die in der deutschsprachigen Wikipedia einen Artikel haben. Dieses ist eine Teilliste mit 12 Einträgen von Personen, deren Namen mit den Buchstaben „Smith, O“ beginnt.

## Smith, O
- Smith, O. C. (1932–2001), US-amerikanischer Jazz-Sänger

### Smith, Ob
- Smith, Oberlin (1840–1926), US-amerikanischer Unternehmer und Erfinder
- Smith, O’Brien († 1811), US-amerikanischer Politiker

### Smith, Ol
- Smith, Oliver (1918–1994), US-amerikanischer Bühnenbildner, und Theaterproduzent
- Smith, Oliver H. (1794–1859), US-amerikanischer Politiker
- Smith, Olivia (* 2004), kanadische Fußballspielerin

### Smith, Or
- Smith, Oramandal (1832–1915), US-amerikanischer Lehrer und Politiker
- Smith, Orin C. (1942–2018), US-amerikanischer Manager
- Smith, Orlando (* 1944), amtierender Regierungschef der Britischen Jungferninseln

### Smith, Ow
- Smith, Owen (* 1970), britischer Politiker (Labour)
- Smith, Owen (* 1994), walisischer Sprinter

### Smith, Oz
- Smith, Ozzie (* 1954), US-amerikanischer Baseballspieler